# Кавансит
Каванси́т — минерал, водный филлосиликат с кальцием и ванадием.
Впервые обнаружен в 1960 году в округе Малур штата Орегон; описан в 1967 году. Назван по первым слогам входящих в его состав элементов: кальций, ванадий, кремний (лат. Silicium).

## Свойства
Твёрдость по шкале Мооса — 3-4. Удельный вес — 2,2. Цвет синий или зелёно-синий. Цвет черты голубой, блеск стеклянный. Образует кристаллы, длиннопризматические до игольчатых, также радиально-лучистые агрегаты

## Месторождения
Месторождения кавансита есть в США, Новой Зеландии, Индии. Наиболее крупные лучистые агрегаты обнаружены в Индии, в карьере Уагхоли (Пуна). Встречается в ассоциации с кальцитом, апофиллитом и цеолитами.

## Практическое значение
Из-за своей хрупкости минерал редко используется в украшениях или других изделиях, но яркая окраска кавансита делает его популярным среди коллекционеров.